# Lars Engström (konstnär)
Lars Inge Sigvard Engström, född 1914 i Brantevik, död 6 april 1950 i Malmö, var en svensk målare, grafiker och reklamtecknare. 
Lars Engström var son till sjökaptenen Henrik Engström och hans maka Olga. Engström led redan som ung av en svårartad sjukdom som medförde att han bara sporadiskt kunde lämna sjukhuset. När han kom upp i 20-årsåldern blev det en förbättring av hans hälsa och han sökte in vid en konstskola i Stockholm. Hans egentliga utbildning fick han på Slöjdföreningens skola i Göteborg 1938-1941. Han anställdes 1942 vid Hermods korrespondensinstitut i Malmö där han arbetade som konstlärare och reklamtecknare. Han debuterade på Skånes konstförenings jubileumsutställning 1944 med ett flertal träsnitt och medverkade därefter årligen i föreningens utställningar. Tillsammans med Bertil Gadö ställde han ut på Rådhuset i Malmö och tillsammans med imaginisterna Max Walter Svanberg och C.O. Hultén medverkade han i utställningen Skånsk avantgardekonst på Malmö museum. En minnesutställning med hans konst visades på SDS-hallen i Malmö 1950 och minneskollektioner har även visats på Liljevalchs konsthall och i imaginisternas utställning på Modern konst i hemmiljö i Stockholm 1951. Hans konst består av figurmålningar och landskap på en naturalistisk grund i pastell eller som träsnitt. Engström är representerad vid Göteborgs konstmuseum och Malmö museum.